# Neimonggolina
Neimonggolina es un género de foraminífero bentónico normalmente considerado un subgénero de Minojapanella, es decir, Minojapanella (Neimonggolina) de la subfamilia Boultoniinae, de la familia Schubertellidae, de la superfamilia Fusulinoidea, del suborden Fusulinina y del orden Fusulinida. Su especie tipo es Minojapanella (Neimonggolina) fusiformis. Su rango cronoestratigráfico abarca el Cisuraliense (Pérmico inferior).

## Discusión
Clasificaciones más recientes incluyen Neimonggolina en la superfamilia Schubertelloidea, y en la subclase Fusulinana de la clase Fusulinata.

## Clasificación
Neimonggolina incluye a las siguientes especies:
- Neimonggolina fusiformis †, también considerado como Minojapanella (Neimonggolina) fusiformis †
- Neimonggolina multiseptata †, también considerado como Minojapanella (Neimonggolina) multiseptata †
- Neimonggolina sanmianjingensis †, también considerado como Minojapanella (Neimonggolina) sanmianjingensis †
- Neimonggolina tumida †, también considerado como Minojapanella (Neimonggolina) tumida †